# Ulrico I di Hanau
Ulrico I di Hanau (Hanau, 1255 – Hanau, 1305) fu signore di Hanau.

## Biografia
Ulrico I era figlio di Reinardo I di Hanau, signore di Hanau, e di sua moglie, Adelaide di Münzenberg, sorella di Ulrico II di Hagen-Münzenberg.
Non si hanno notizie certe circa l'anno di nascita di Ulrico I ma egli è citato come vivente nel 1272. Con la morte del padre nel 1281 Ulrico I assunse la reggenza della signoria di Hanau.

### L'eredità degli Hagen-Münzenberg
Dalla madre, Ulrico I, aveva ricevuto in eredità una quota proporzionale del feudo di Münzenberg, oltre al locale castello ed ai feudi di Assenheim, Heuchelheim, Dudenhofen, Münster, Werlachen. Dalla dote della madre erano inoltre già passati alla casata di Hanau i villaggi di Babenhausen, parti di Bachgaus e metà dei feudi di Umstadt e Hanau.
Questo patrimonio espanse significativamente i domini della casata di Hanau e dal momento che la posizione economica della famiglia era abbastanza forte, Ulrico I poté fare nuovi acquisti come il castello e il borgo di Ortenberg e il castello di Birstein che gli garantirono un buon predominio sull'area anche a livello militare.

### Il governo e le perdite territoriali
Ulrico I riuscì ad assicurare il proprio potere anche grazie ad alleanze proficue con alleati vicini. Egli iniziò nel 1290 una lunga disputa con il vescovato di Würzburg e nel 1303 si unì in alleanza con la città di Francoforte sul Meno e dal 1304 con Rodolfo I del Palatinato.
Malgrado questo, per questioni politiche però, Ulrico I perse Bachgau che passò all'arcivescovo di Magonza nel 1278, come compensazione decisa da Adolfo di Nassau per il suo voto favorevole all'elezione imperiale che lo aveva visto vincitore. Ovviamente si aprì subito una disputa tra l'arcivescovo e Ulrico I in quanto entrambi non volevano rinunciare al loro feudo. Ulrico I venne sconfitto militarmente dall'arcivescovo Gerardo II di Eppstein e imprigionato anche se venne rilasciato poco dopo. Alla conclusione della disputa egli poté mantenere i villaggi di Langstadt, Schlierbach e Schaafheim, ma perse la maggior parte dei propri diritti su Bachgau.

### L'alleanza con l'Imperatore
Ulrico I siglò poco dopo una solida alleanza con l'Imperatore che però l'avrebbe visto contrapposto a molti altri signori della sua epoca in campagne organizzate dal sovrano:
- 1277 contro il re Ottocaro II di Boemia
- 1286/87 contro il conte Eberardo I di Württemberg
- 1288 contro il conte Reinald di Montbéliard in Borgogna
- 1289 Erfurt
- 1294 Turingia
- 1298 contro Alberto d'Austria, che si concluse però con la vittoria di quest'ultimo.
- 1301/1302 contro l'arcivescovo di Magonza (la vittoria fece ottenere ad Ulrico I i feudi di Gerlach, Breuberg, Gründau e Selbold)
- 1305 contro la Boemia
- 1305 contro il conte Eberardo I di Württemberg

Come ricompensa per la fedeltà dimostrata, Rodolfo I d'Asburgo concesse a Ulrico I altri diritti su altri feudi:
- 5 agosto 1288, tutti i diritti sulla città di Windecken
- 4 luglio 1290, tutti i diritti sulla città di Steinau
- 28 marzo 1295, tutti i diritti sulla città di Babenhausen
- 2 febbraio 1303 la possibilità di tenere mercato ad Hanau

### Rappresentanza regionale dell'Imperatore
Nel 1300, Ulrico I venne nominato dall'Imperatore ufficiale giudiziario nel Wetterau, la regione ove si trovava Hanau, ricoprendo la carica sino alla propria morte. Questa posizione gli dava facoltà di agire per conto dell'Imperatore anche in città importanti dell'area come Oppenheim, Boppard, Wesel, Francoforte sul Meno, Friedberg e Gelnhausen. Ulrico I approfittò apertamente di questa carica, iniziando ad espandere la propria influenza anche oltre i confini di Hanau, nel tentativo di accerchiare la ricca città di Francoforte.

### La morte
Ulrico I morì tra la fine del 1305 e l'inizio del 1306 e venne sepolto come i propri antenati nel monastero di Arnsburg.

## Matrimonio e figli
Il 2 ottobre 1272 Ulrico I sposò la contessa Elisabetta di Rieneck (c. 1260 - 1300), figlia del conte Ludovico III di Rieneck. Al momento del loro matrimonio entrambi i coniugi erano appena adolescenti ma faceva parte di un contratto tra le due famiglie. I due, dopo alcuni anni di matrimonio, ebbero i seguenti figli:
- Ulrico II
- Adelaide (prima del 1306 - prima del 1325), sposò prima del 1315, Corrado V di Weinsberg (prima del 1301 - 1328)
- Corrado, monaco dell'abbazia di Fulda (Menzionato nel 1343 - dopo il 1352). La sua appartenenza alla casa di Hanau è ancora oggi controversa da alcuni storici
- Margherita (?-?), segnalata come moglie del conte Gerardo di Gerhard Katzenelnbogen. La sua appartenenza alla casa di Hanau è ancora oggi controversa da alcuni storici